# Бене (Эна)
Бене́ (фр. Benay) — коммуна во Франции, находится в регионе Пикардия. Департамент коммуны — Эна. Входит в состав кантона Рибмон. Округ коммуны — Сен-Кантен.
Код INSEE коммуны — 02066.

## Население
Население коммуны на 2010 год составляло 213 человек.
| 1962 | 1968 | 1975 | 1982 | 1990 | 1999 | 2010 |
| ---- | ---- | ---- | ---- | ---- | ---- | ---- |
| 159  | 192  | 214  | 222  | 206  | 187  | 213  |

## Экономика
В 2010 году среди 144 человек трудоспособного возраста (15—64 лет) 98 были экономически активными, 46 — неактивными (показатель активности — 68,1 %, в 1999 году было 68,0 %). Из 98 активных жителей работали 91 человек (52 мужчины и 39 женщин), безработных было 7 (4 мужчины и 3 женщины). Среди 46 неактивных 14 человек были учениками или студентами, 14 — пенсионерами, 18 были неактивными по другим причинам.